# Vila Nova de Muía
Vila Nova de Muía ist ein Ort und eine ehemalige Gemeinde (Freguesia) im nordportugiesischen Kreis Ponte da Barca. Die Gemeinde hatte 1034 Einwohner (Stand 30. Juni 2011).
Am 29. September 2013 wurden die Gemeinden Vila Nova de Muía, Paço Vedro de Magalhães und Ponte da Barca zur neuen Gemeinde União das Freguesias de Ponte da Barca, Vila Nova de Muía e Paço Vedro de Magalhães zusammengeschlossen.